# Apokalipsa Abrahama
Apokalipsa Abrahama – apokryf bazowany na Starym Testamencie. Dzieło przetrwało jedynie w tłumaczeniu starocerkiewnosłowiańskim, dokonanym po roku 900. Wersja pierwotna powstała prawdopodobnie pomiędzy rokiem 79 a 81.
Apokalipsa Abrahama jest podzielona na pięć części (na wzór Tory). W pierwszej z nich autor krytykuje przymierze Izraela z Babilonią, Persją, Grecją czy Rzymem, które doprowadziły "dom ojców" do ruiny. W drugiej części jest opowiedziana wędrówka Abrahama na górę Horeb, w której towarzyszy Abrahamowi anioł Jaoel. Trzecia część opisuje złożenie ofiary na górze Horeb oraz kuszenie Abrahama przez upadłego anioła Azazela. W czwartej części Abraham, przebywając w niebie, ogląda w siedmiu wizjach historię świata i przyszłość swojego narodu. Piąta część opisuje dziesięć plag mających poprzedzić czasy ostateczne, po których nastąpi zwycięstwo sprawiedliwych i kara na grzeszników.
Głównym wątkiem teologicznym apokryfu jest Stare Przymierze; naród izraelski, niewierny wobec przymierza z Jahwe, ściąga na siebie w ten sposób różne kary.
Apokalipsa Abrahama zachowała się jedynie w tłumaczeniu starocerkiewnosłowiańskim, które zawiera kilka interpolacji oraz retusz dokonany w duchu gnostyckim. Na podstawie faktu, że dzieło ma wiele cech wspólnych z utworami związanymi z kołami esseńskimi (Księgą Henocha, Księgą Jubileuszów czy Testamentem Mojżesza) można wnioskować, że jego autor być może również był esseńczykiem.